# Дифазиаструм многоколосковый
Дифазиаструм многоколосковый (Diphasiastrum multispicatum или Lycopodium multispicatum)— вид растений семейства Плауновых. По состоянию на март 2024 года Plants of the World Online использовал более широкое определение рода Lycopodium, рассматривая этот вид как Lycopodium multispicatum.

## Распространение
произрастает в Центральной Азии (Казахстан, Кыргыстан, Таджикистан, Туркменистан и Узбекистан), некоторых частях Западной Азии (Афганистан, Иран и Ирак) и в Китае (южно - центральный Китай, Тибет и Синьцзян).